# Nicolas Michel (télémark)
Pour les articles homonymes, voir Nicolas Michel et Michel.
Nicolas Michel, né le 2 février 1995, est un télémarkeur suisse.

## Biographie
Nicolas Michel naît le 2 février 1995. Il a fait un apprentissage d'ébéniste qu'il termine en juin 2014, puis étudie pour un bachelor en technique du bois à Bienne et effectue son travail de bachelor à Los Angeles fin 2018. Il découvre le télémark lors d'un camp à l'école primaire. Il est ouvreur lors des championnats du monde de 2007 à Thyon en Suisse. Avant le télémark, il a pratiqué le ski alpin et le basket-ball.

## Carrière
Nicolas Michel fait ses débuts en coupe du monde lors de la saison 2011 lors de la première étape à Bad Hindelang en Allemagne. En mars 2011, il participe aux championnats du monde juniors de Hafjell en Norvège où il termine 7e en sprint et 15e en géant.
En mars 2012, il devient champion de Suisse juniors de sprint classique. Lors de la saison 2012, il remporte également la médaille de bronze des championnats du monde juniors du sprint parallèle.
Lors de la saison 2013, il remporte la médaille de bronze en classique lors des championnats du monde juniors à Chamonix en France et termine neuvième de cette même épreuve lors des championnats du monde élites à Espot en Espagne. Il termine sa saison en remportant à nouveau le titre de champion de Suisse juniors.
En novembre 2013, il remporte sa première course de coupe du monde lors du sprint de Hintertux en Autriche. C'est également son premier podium en coupe du monde. Il termine 3e du sprint et 2e du parallèle les deux jours suivants. En mars 2014, il devient champion du monde juniors du sprint après avoir remporté l'argent en parallèle et en classiques lors des mondiaux juniors de Geilo en Norvège. Au total, il monte sept fois sur le podium (dont une victoire) durant la saison 2013-2014 et termine cinquième du général de la coupe du monde.
Lors de la saison 2014-2015, il monte sur le podium à Hintertux, en terminant deuxième du parallèle, à Bad Hindelang où il finit troisième du sprint et du parallèle. Lors des championnats du monde, qui ont lieu en février 2015 à Steamboat Springs aux États-Unis, il remporte la médaille d'argent du sprint chez les élites et le titre juniors, l'or par équipes avec Amélie Reymond et Bastien Dayer. Il échoue au pied du podium lors du parallèle individuel. Il remporte encore finalement la médaille de bronze du classique chez les juniors. Il remporte le titre de champion de Suisse juniors en mars 2015. À l'issue de la saison, il est nommé pour le titre d'espoir romand mais ne remporte pas le vote.
Lors de la saison 2015-2016, il entame sa saison avec une troisième place en sprint à Hintertux. Ils participe au mondiaux juniors de 2016 aux Contamines où il remporte la médaille d'or du parallèle, la médaille d'argent du sprint et du classique. Il remporte également le titre national juniors et termine troisième du classement général de la coupe du monde avec sept podiums pendant la saison.
Lors de la saison 2016-2017, il monte sur le podium à deux reprises à La Thuile en Italie. Fin janvier 2017, il fête son deuxième succès de coupe du monde en remportant le sprint de Krvavec en Slovénie. Il termine ensuite deuxième d'un parallèle à Oberjoch en Allemagne puis la troisième place du sprint de Hurdal en Norvège. Il termine finalement au sixième rang du classement général avec six podiums dont une victoire. Il remporte la médaille d'argent en parallèle lors des championnats du monde à La Plagne et termine cinquième tant du classique que du sprint. À la fin de la saison, il est nommé pour le prix du meilleur espoir romand de l'aide sportive suisse mais ne remporte pas le prix.
Il entame la saison 2017-2018 avec une victoire en sprint à Hintertux. À Pralognan-la-Vanoise en France, il remporte le sprint et termine troisième du classique. Lors de l'épreuve de Suicide Six Ski Resort (en) aux États-Unis, il termine deuxième du premier sprint puis remporte le parallèle et le deuxième sprint,. Il enchaîne en terminant trois fois deuxième à Sugarbush Resort (en) aux États-Unis. Il termine ensuite deuxième du sprint d'Oberjoch en Allemagne avant de remporter le parallèle le lendemain. Lors des finales de coupe du monde à Mürren en Suisse, il termine troisième du parallèle. Il remporte finalement le grand globe de cristal du vainqueur du classement général.
Lors de la saison 2019, il termine troisième du classique puis deuxième du sprint à La Thuile. À Pra-Loup, il termine deuxième du parallèle et troisième du sprint. Il termine encore deuxième du sprint des finales de coupe du monde à Krvavec en Slovénie. Il termine cinquième du classement général. Il se blesse légèrement à la cheville et doit renoncer au classique des championnats du monde de Rjukan en Norvège mais peut participer au sprint qu'il termine au sixième rang.
Lors de la saison 2020, il termine troisième du sprint à Pralognan-la-Vanoise puis monte deux fois sur le podium à Samoëns en France,. Il termine troisième et deuxième en sprint à Rjukan en Norvège. Il termine quatrième du classement général. Il remporte les championnats de Suisse en parallèle.
Lors de la saison 2021, il termine deux fois premier, deux fois deuxième et une fois troisième, montant ainsi cinq fois sur le podium lors des six épreuves d'ouverture à Oberjoch. Il remporte le premier sprint de Passy-Plaine Joux et termine troisième du classique. Il termine troisième du sprint des finales de coupe du monde à Thyon et remporte le globe du cristal de la discipline. Il termine deuxième du classement général. Il remporte la médaille de bronze des championnats du monde de Melchsee-Frutt en sprint, en classique et en parallèle,. Il remporte l'or par équipes avec Amélie Wenger-Reymond et Bastien Dayer.
Il se déchire le ligament croisé antérieur du genou gauche au début de la saison 2022 et manque toute la saison,.
Lors de la saison 2023, il monte sur le podium dès la première course de la saison en terminant troisième du sprint de Carezza. Il remporte le parallèle de Melchsee-Frutt fin janvier. Il termine ensuite troisième et deuxième des sprints des Contamines,. À Ål, en Norvège, il termine deux fois deuxième, en sprint et en parallèle. Il termine finalement quatrième du classement général.
Il entame la saison 2023-2024 en remportant les deux sprints de Pinzolo en Italie.

## Palmarès

### Championnats du monde
- Championnats du monde 2015 à Steamboat Springs (États-Unis)
  -  Médaille d'argent du sprint

- Championnats du monde 2017 à La Plagne (France)
  -  Médaille d'argent du sprint parallèle

- Championnats du monde 2021 à Melchsee-Frutt (Suisse)
  -  Médaille de bronze du classique
  -  Médaille de bronze du sprint
  -  Médaille de bronze du sprint parallèle

- Championnats du monde 2023 à Mürren (Suisse)
  -  Médaille d'argent du sprint

### Coupe du monde

#### Résultats
- 62 podiums dont 13 victoires